# Dorel Zugrăvescu
Dorel Zugrăvescu (n. 25 noiembrie 1930, Râmnicu Vâlcea, Vâlcea, România – d. 20 noiembrie 2019) a fost un inginer geofizician român, membru corespondent (1991) al Academiei Române.
A fost membru al Academiei de Științe Tehnice din România, secția Ingineria Petrolului, Minelor și Geonomiei, membru titular și fondator al Academia Oamenilor de Știință din România (2007). De asemenea, în 2012 a fost ales ca membru de onoare al Academiei de Științe a Moldovei, specialitatea Științe terestre.

## Studii
A absolvit Institutul de Mine București, Facultatea de Geofizică (1948-1954). A devenit doctor în științe, specialitatea Geofizică, la Universitatea din București, cu teza Contribuții la studiul geodinamic al teritoriului României, în 1985, și Doctor în științe, în specializarea medicină alternativă, în 1987.

## Activitatea profesională
A început prin a fi cercetător științific la Institutul de Fizică (1955-1965), apoi cercetător științific principal la Centrul de Cercetări Geofizice al Academiei Române (1965-1968), șef laborator la Laboratorul de Geodinamică, din Centrul de Cercetări Geofizice al Academiei Române (1968-1970), la Observatorul Astronomic din București (1970-1977), la Centrul de Fizica Pământului (1977-1990), cercetător principal I; director la Institutul de Geodinamică "Sabba S. Ștefănescu" al Academiei Române (din 1990).
Începând din 1977 a activat ca profesor asociat în Catedra de Geofizică a Universității din București, iar din anul 1990 a devenit conducător de doctorate în ramura Fizică, specialitatea Fizica Globului.

## Activitatea științifică
Dorel Zugrăvescu este cel care a introdus în România Geodinamica instrumentală, constând din aparatură, senzori, sisteme de achiziție, stocare și prelucrare a datelor, realizând, singur sau în colaborări, inclusiv cu cercetători din Franța, Germania și Japonia, senzori și aparatură complexă destinată urmăririi deformărilor globului terestru.
A realizat profile, poligoane și observatoare de geodinamică, echipate inițial exclusiv cu aparatură de construcție proprie și a montat aparatură de geodinamică, inclusiv de construcție proprie, inclusiv în observatoare din străinătate, și anume, în insula Réunion și în Republica Moldova.
În cursul activității sale științifice, Dorel Zugrăvescu a publicat un număr impresionant de lucrări în reviste de specialitate (peste 150), respectiv în volume ale unor manifestări științifice internaționale.

## Afilieri
A fost membru titular al Academiei Naționale de Știinte Ecologice din Republica Moldova, membru al Societății Internaționale de Medicină Alternativă din Rusia, membru fondator al Societății de Medicină Naturistă din Anglia, membru al Societății Regale de Astronomie din Belgia, membru al Societății Internaționale "Știința" din Rusia, membru al Societății Române de Geofizică, membru al Societății Geofizicienilor Europeni, președinte al Secției de Fizica Globului din Societatea Română de Fizică, membru de onoare al Asociației Generale a Inginerilor din România, membru de onoare al Societății Inginerilor Constructori din România.

## Premii
- Premiul Gheorghe Murgoci al Academiei Române (1965),
- Ordinul Meritul Științific (1966),
- Premiul Sabba S. Ștefănescu al Societății Române de Geofizică (1994),
- Diploma de Excelență acordată de Academia Română și ANSTI (2000),
- Ordinul național Pentru merit, în grad de Ofițer (2000),
- Premiul Radu Botezatu al AOȘ-R (2001),
- Premiul de excelență și Membru de onoare al Fundației "Ion Basgan" (2002),
- Star of România - Forumul dezvoltării durabile România (2003),
- Diploma de Excelență acordată de Academia Română (2004);